# Harvard 20
Harvard 20 (H20) är en öppen stjärnhop som ligger ungefär 30 bågsekunder sydväst om M71. Denna svaga, långsträckta lådliknande formation med 15 medlemmar kan vara svår att separera från stjärnfältet bakom.